# Francisco de Villalpando

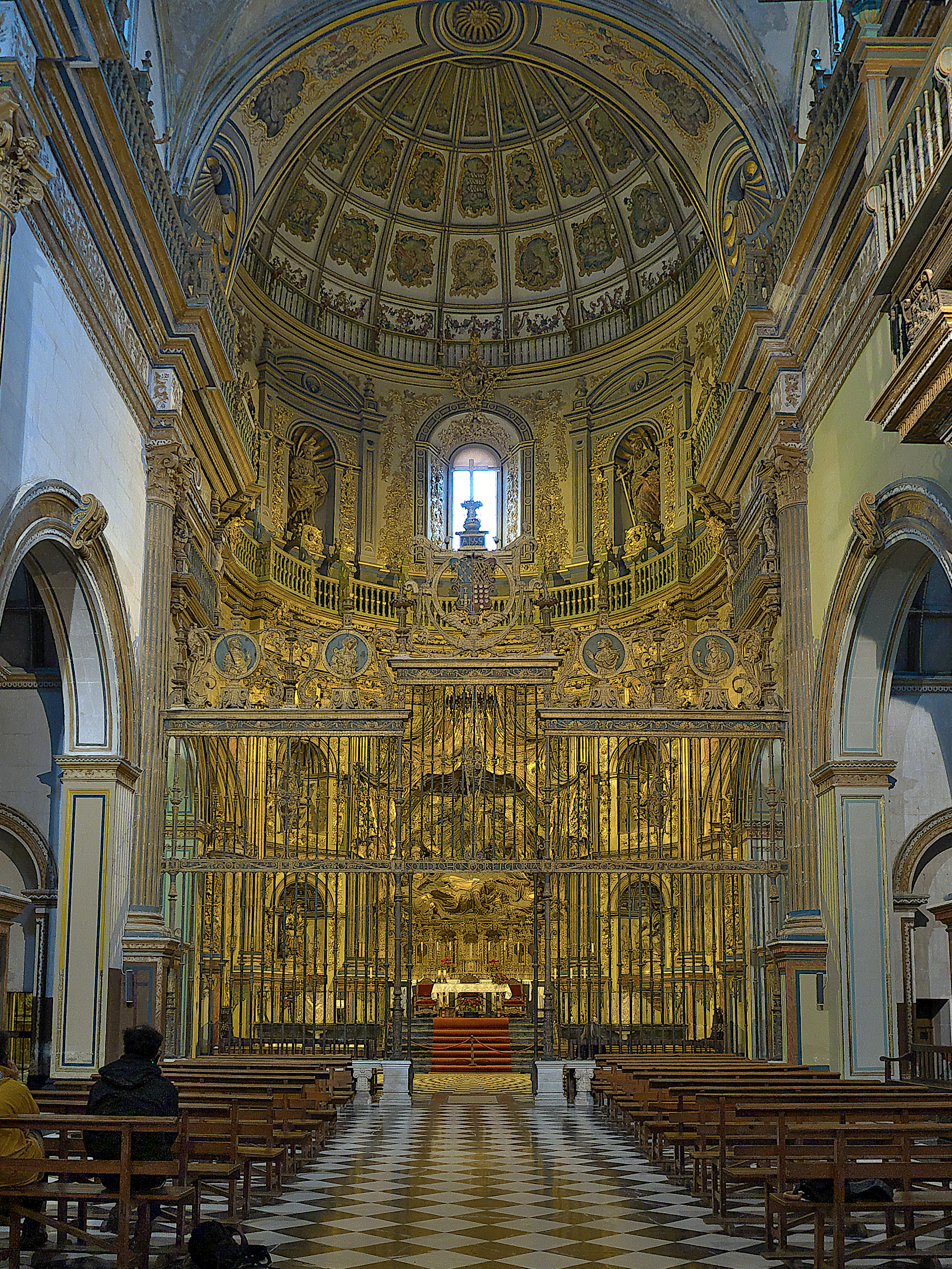
Reja de la Sacra Capilla del Salvador (Úbeda).

Francisco Corral de Villalpando (Villalpando?, Zamora, c. 1510 - Toledo, c. 1561) fue arquitecto, orfebre y escultor español, de la familia de los Corral de Villalpando. Se caracterizó por haber realizado importantes contribuciones en la arquitectura española importando las técnicas y el gusto florentino que se aprecia en algunas de sus obras más importantes: la reja de la Capilla Mayor de la catedral de Santa María de Toledo, el Colegio de Los Infantes o la Sacra Capilla del Salvador en Úbeda. Como arquitecto a él se debe el patio del Alcázar de Toledo.

## Trayectoria
Consta haberse formado en la Universidad de Alcalá de Henares. Vivió primero en Valladolid, hasta 1541, para trasladarse en esa fecha a Toledo, ciudad que ya no abandonará.
En efecto, Villalpando se traslada a Toledo para labrar una de sus piezas más importantes, la reja de la Capilla Mayor y el Coro de Sillas de la catedral de Santa María de Toledo, obra a la que accede en esa fecha tras ganar en concurso frente a otros artesanos como Cristóbal de Andino, vecino de Burgos, o Maestre Domingo, vecino de Toledo, que lo hace conjuntamente con su yerno, Hernando Bravo, por un montante de 8.900 ducados, en un plazo de 5 años. Según consta en actas del archivo de la catedral, la reja estaba terminada el 19 de junio de 1548.
En 1557 firmará un nuevo encargo para la catedral de Santa María de Toledo, el guarnecido de bronce y hierro de la Puerta de los Leones, trabajo en el que le llega la muerte y habrá de terminar su hermano, Rui Díez del Corral.

## Publicaciones
Según Felipe Picatoste, tradujo del toscano al castellano y publicó en Toledo, en 1552, los libros tercero y cuarto del tratado de arquitectura Tutte l'opere d'architettura et prospettiva, del italiano Sebastiano Serlio, con lo que comenzó la publicación  de los primeros  tratados de arquitectura en España, y  favoreció el conocimiento de las más novedosas técnicas de la época a otros artistas españoles. La obra de Serlio se reimprimió en 1563 y 1573, después de la muerte de Villalpando.